# Rugal (phim truyền hình)
Rugal (tiếng Hàn: 루갈; Romaja: Rugal; dịch nghĩa đen: "Dry Tears") là bộ phim truyền hình Hàn Quốc năm 2020 với sự tham gia của Choi Jin-hyuk, Park Sung-woong, Jo Dong-hyuk, Jung Hye-in, Kim Min-sang, Han Ji-wan và Park Sun-ho. Dựa trên webtoon cùng tên của Rel.mae bộ phim được phát sóng trên đài OCN của Hàn Quốc và trên nền tảng dịch vụ xem phim trực tuyến Netflix.

## Tóm tắt
Rugal xoay quanh Kang Ki Bum (Choi Jin Hyuk), vốn là một cảnh sát giỏi nhưng trong khi đang điều tra về tổ chức Argos thì bị người của Argos tìm đến tiêu diệt. Cả vợ và con anh đều bị sát hại, còn anh thì bị làm cho mù mắt. Khi tỉnh lại, Ki Bum bị buộc tội giết chính vợ con mình. Trong tình thế tuyệt vọng, NIS tìm đến Ki Bum và kết nạp anh vào đội Rugal - một nhóm người đặc biệt lãnh nhiệm vụ đánh sập tổ chức tội phạm Argos.

## Diễn viên

### Vai chính
- Choi Jin-hyuk vai Kang Ki-beom[1]
- Park Sung-woong vai Hwang Deuk-goo[2]
- Jo Dong-hyuk vai Han Tae-woong[3]
- Jung Hye-in vai Song Mi-na
- Kim Min-sang vai Choi Keun-chul[4]
- Han Ji-wan vai Choi Ye-won
- Park Sun-ho vai Lee Kwang-chul
- Lee Sang-bo vai Yang Moon-bok

### Vai phụ
- Jang In-sub vai Bradley
- Jang Seo-kyung vai Susan
- Park Choong-sun vai Dr. Oh
- Yoo Sang-hoon vai Min Dal-ho
- Park Jung-hak vai Go Yong-duk
- Kim In-woo vai Choi-yong
- Yoo Ji-yun vaiJang Mi-joo
- Ji Dae-han vai Bong Man-chul
- Kim Da-hyun vai Seol Min-joon[5]
- Han Gi-yoon vai Kim Dae-shik[6]
- Lee Seo-el vai Kim Yeo-jin[7]
- Dong Hyun-bae vai Lee Jae-han[8]

## Sản xuất
Buổi đọc kịch bản đầu tiên diễn ra vào tháng 10 năm 2019, tại Trung tâm Truyền thông Kỹ thuật số Donga ở Sangam-dong, Seoul, Hàn Quốc.

## Tỷ lệ người xem
| Mùa | Mùa | Số tập | Số tập | Số tập | Số tập | Số tập | Số tập | Số tập | Số tập | Số tập | Số tập | Số tập | Số tập | Số tập | Số tập | Số tập | Số tập | Trung bình |
| Mùa | Mùa | 1      | 2      | 3      | 4      | 5      | 6      | 7      | 8      | 9      | 10     | 11     | 12     | 13     | 14     | 15     | 16     | Trung bình |
| --- | --- | ------ | ------ | ------ | ------ | ------ | ------ | ------ | ------ | ------ | ------ | ------ | ------ | ------ | ------ | ------ | ------ | ---------- |
|     | 1   | 760    | 943    | 791    | 810    | 500    | 679    | 679    | 676    | 442    | 601    | N/A    | 682    | N/A    | 522    | N/A    | 516    | N/A        |

| Tập | Ngày phát sóng      | Tỷ lệ người xem trung bình | Tỷ lệ người xem trung bình | Tỷ lệ người xem trung bình |
| Tập | Ngày phát sóng      | AGB Nielsen                | AGB Nielsen                |                            |
| Tập | Ngày phát sóng      | Toàn quốc                  | Seoul                      |                            |
| --- | ------------------- | -------------------------- | -------------------------- | -------------------------- |
| 1 | 28 tháng 3 năm 2020 | 2.612%                     | 2.781%                     |                            |
| 2 | 29 tháng 3 năm 2020 | 3.884%                     | 4.075%                     |                            |
| 3 | 4 tháng 4 năm 2020  | 2.874%                     | 3.206%                     |                            |
| 4 | 5 tháng 4 năm 2020  | 3.119%                     | 3.879%                     |                            |
| 5 | 11 tháng 4 năm 2020 | 2.002%                     | —                          |                            |
| 6 | 12 tháng 4 năm 2020 | 2.804%                     | 3.437%                     |                            |
| 7 | 18 tháng 4 năm 2020 | 1.464%                     | —                          |                            |
| 8 | 19 tháng 4 năm 2020 | 2.574%                     | 2.921%                     |                            |
| 9 | 25 tháng 4 năm 2020 | 1.579%                     | —                          |                            |
| 10 | 26 tháng 4 năm 2020 | 2.066%                     | 2,318%                     |                            |
| 11 | 2 tháng 5 năm 2020  | 1,429%                     | —                          |                            |
| 12 | 3 tháng 5 năm 2020  | 2,676%                     | 3,407%                     |                            |
| 13 | 9 tháng 5 năm 2020  | 1,255%                     | —                          |                            |
| 14 | 10 tháng 5 năm 2020 | 1,892%                     | 2,072%                     |                            |
| 15 | 16 tháng 5 năm 2020 | 1,113%                     | —                          |                            |
| 16 | 17 tháng 5 năm 2020 | 2,305%                     | 2,472%                     |                            |
| Trung bình | Trung bình          | 2.228%                     | —                          |                            |
| - Trong bảng trên đây, số màu xanh biểu thị cho tỷ lệ người xem thấp nhất và số màu đỏ biểu thị cho tỷ lệ người xem cao nhất. - N/A biểu thị đánh giá không hiển thị. - Bộ phim này được phát sóng trên hệ thống các kênh truyền hình cáp/trả phí nên số lượng người xem thấp hơn so với truyền hình miễn phí (ví dụ như KBS, SBS, MBC hay EBS). |                     |                            |                            |                            |